# لیلیاچ
لیلیاچ (به بلغاری: Lilyach) یک منطقهٔ مسکونی در بلغارستان است که در شهرستان نوستینو واقع شده‌است.